# Ласарильо из Тормеса
«Ласарильо из Тормеса» (исп. El Lazarillo de Tormes)  — испано-итальянский фильм 1959 года режиссёра Сесара Фернандеса Ардавина. Адаптация анонимного испанского плутовского романа шестнадцатого века «Ласарильо с Тормеса» (1554).

## Сюжет
В центре внимания детство Ласарильо (Марко Паолетти), подростка из очень бедной семьи, которого мать продала в услужение к жестокому слепцу (Карлос Касаравилья) в качестве поводыря. Юнцу приходится рано повзрослеть и начать жить своим умом.

## В ролях
- Марко Паолетти — Ласарильо
- Хуан Хосе Менендес — сквайр
- Карлос Касаравилья — Сьего, слепой
- Меммо Каротенуто — актёр
- Антонио Молино Рохо — Альгуасиль, судебный пристав
- Маргарита Лосано — Антона
- Эмилио Сантьяго — Сакристан де ла Сагра

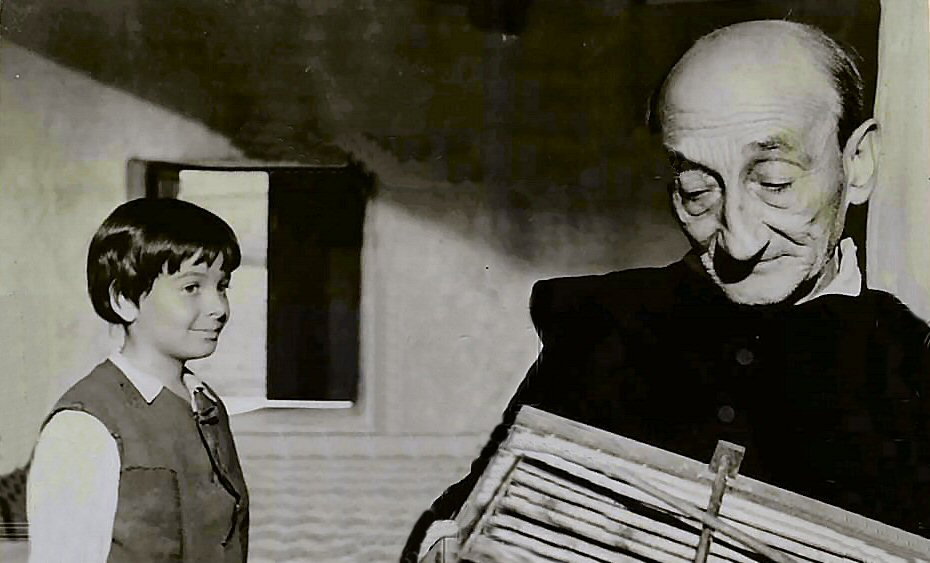
Марко Паолетти и Карло Пизакане в кадре из фильма

- Карло Пизакане — ризничий

## Награды и номинации
10-й Берлинский международный кинофестиваль (1960):
- «Золотой медведь» за лучший фильм[1][2]
- Награда CIDALC (Международного комитета по популяризации искусств и литературы через кинематограф)

Премия Гильдии сценаристов Испании (1960)
- Лучший фильм
- Лучший режиссёр

Премия Святого Георгия (1961):
- Лучшая операторская работа в испанском фильме

Премия Союза кинематографистов Испании (1959)
- Лучший фильм (2-е место)
- Лучшая работа художника-постановщика